# Chrast
Chrast är en stad i Tjeckien.   Den ligger i distriktet Okres Chrudim och regionen Pardubice, i den centrala delen av landet, 110 km öster om huvudstaden Prag. Chrast ligger 285 meter över havet och antalet invånare är 3 186.
Terrängen runt Chrast är lite kuperad. Runt Chrast är det ganska tätbefolkat, med 80 invånare per kvadratkilometer. Närmaste större samhälle är Pardubice, 19,1 km nordväst om Chrast. I omgivningarna runt Chrast växer i huvudsak blandskog.